# Congavata

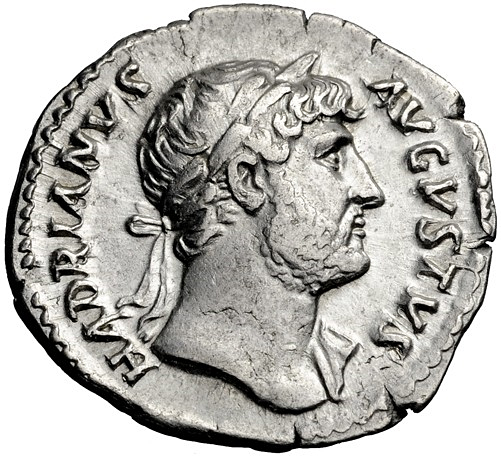
Münzporträt des Hadrian

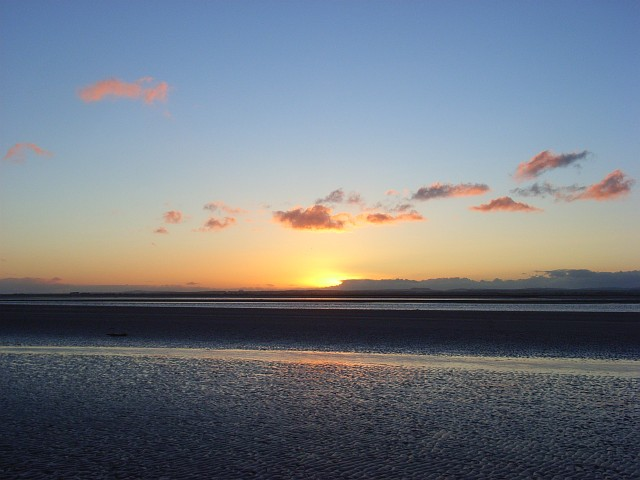
Mündung des Eden in den Solway Firth

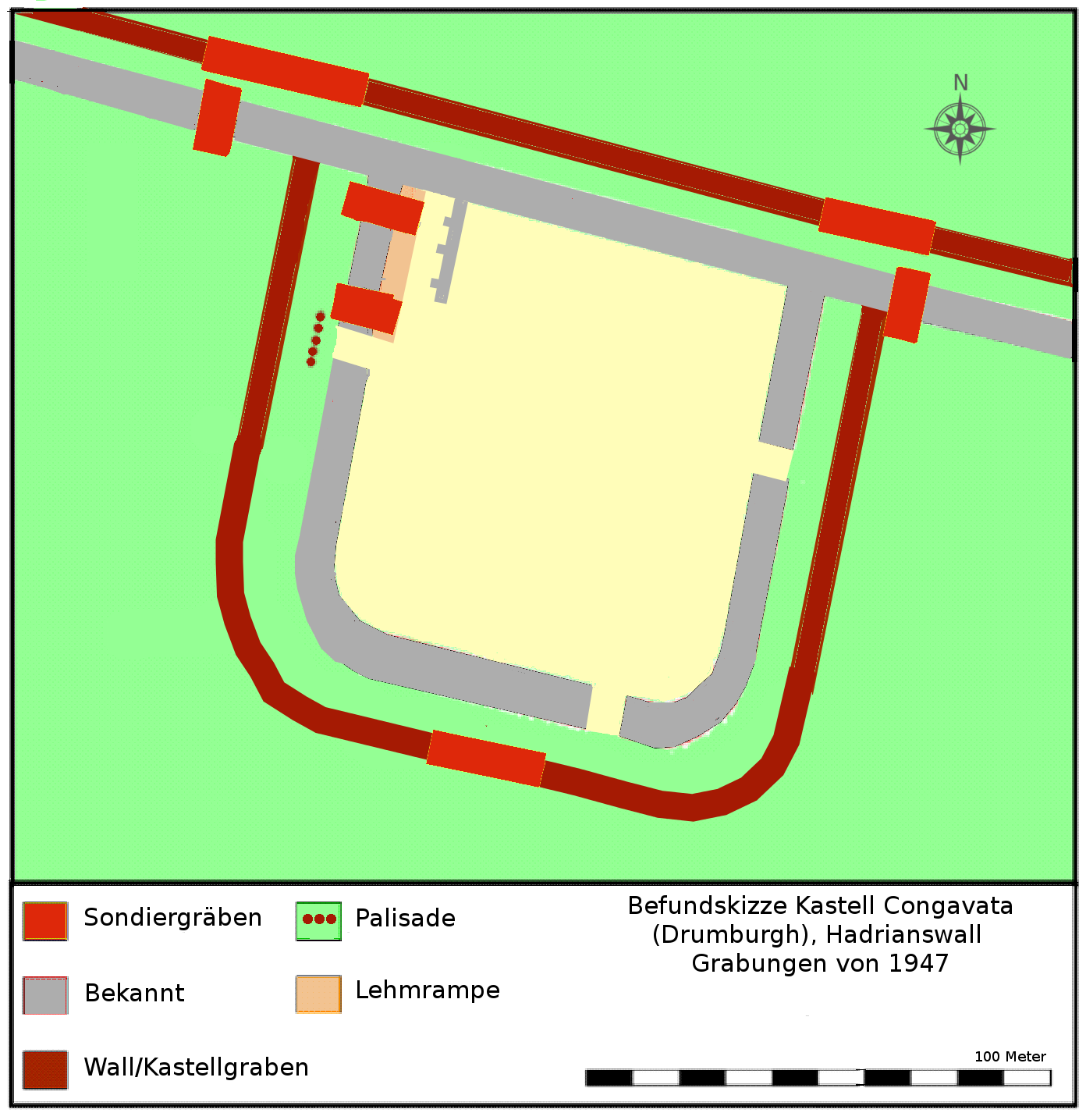
Befundplan Steinkastell von 1947

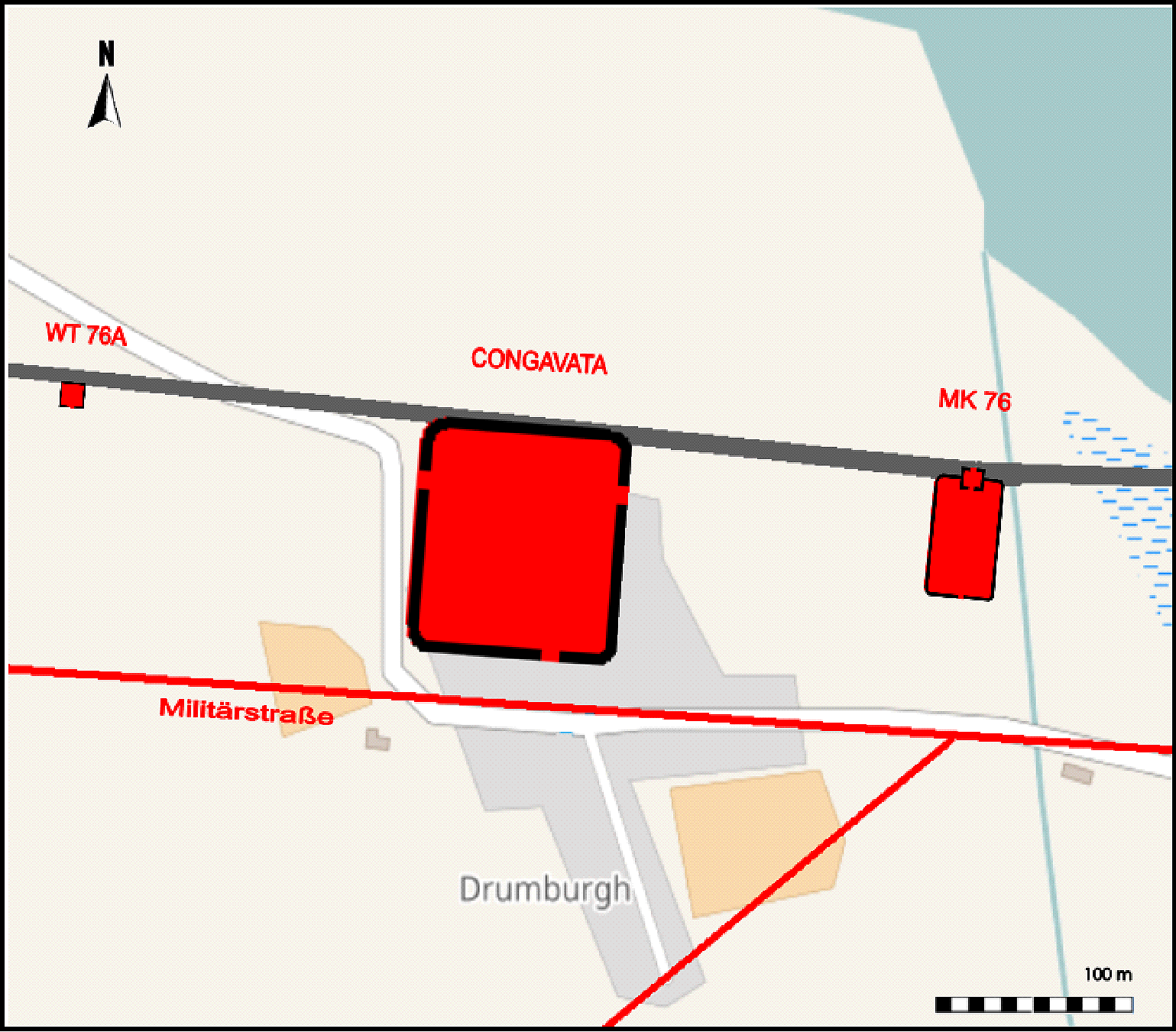
Der Hadrianswall bei Drumburgh, 2. Jahrhundert n. Chr.

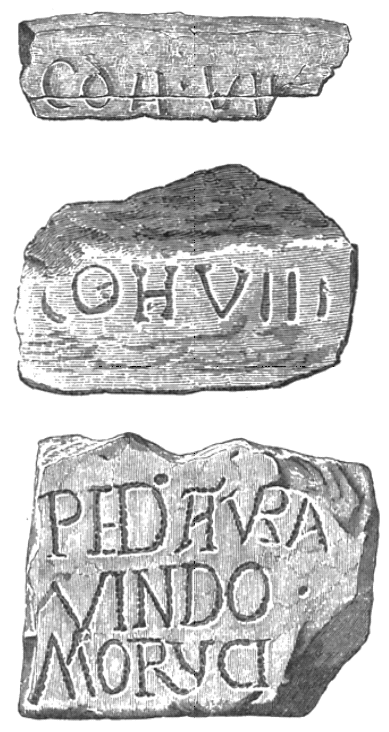
Fragmente römischer Bauinschriften aus Drumburgh

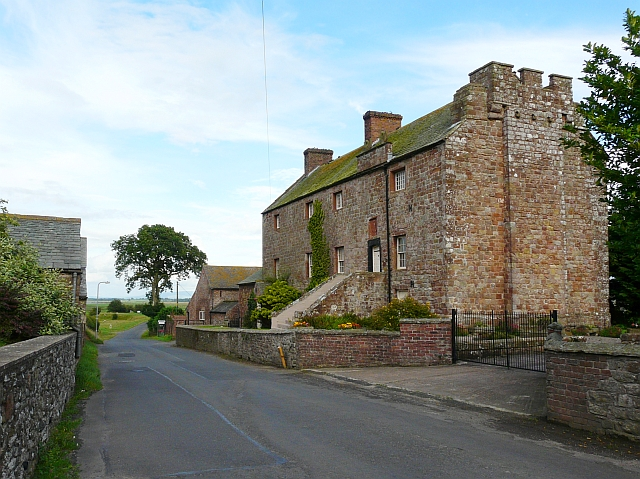
Drumburgh Castle

Congavata (oder Coggabata) war ein römisches Hilfstruppenkastell. Es befindet sich nahe dem Solway Firth, auf dem Gebiet der Gemeinde (Parish) Bowness, Ortsteil (Hamlet) Drumburgh, in der Unitary Authority Cumberland im Nordwesten Englands.
Es gehörte zu der aus insgesamt 16 Kastellen bestehenden Festungskette des Hadrianswalls (per lineam valli) und sicherte dessen westlichen Sektor. Laut der Notitia Dignitatum dürfte es bis ins frühe 5. Jahrhundert von römischen Truppen besetzt gewesen sein. Das Steinkastell war das flächenmäßig kleinste der Wallkastelle und ist bis dato eine der archäologisch am wenigsten bekannten Befestigungen. Ihre Überreste sind oberirdisch nicht sichtbar. Das Bodendenkmal umfasst die Reste des Kastells, des Hadrianswalls und seiner Anlagen zwischen den Burgh Marsh und Westfield House.

## Name
Das Kastell wird in mehreren antiken Schriftquellen erwähnt. In der Notitia dignitatum scheint das Kastell als Congavata, zwischen den Einträgen für Aballaba (Burgh-by-Sands) und Axeloduno (Netherby), auf. Die zweite Quelle ist die Staffordshire Moorlands Pan, auf der der Ort als Coggabata bezeichnet wird.
Nach Rivet/Smith bedeutet das lateinische Congavata oder Concavata „ausgehöhlt“ oder „Mulde“, vielleicht ein Bezug auf die Form der Küstenlinie oder ein anderes Naturmerkmal. Sie weisen auch darauf hin, dass ein lateinischer Name außergewöhnlich für eine Festung in der Wallregion ist. Er dürfte sich dennoch aus dem keltischen ableiten. Canat steht für „steiler Hügel“ bzw. „hoher und steiler Hügel“. Beide Begriffe beziehen sich aber wohl auf die seewärts steil abfallenden Uferböschungen im nahen Bowness-on-Solway. Bei Drumburgh kommen solche Hügel oder Böschungen nicht vor. Der ursprüngliche Ortsname lautete daher wohl korrekt Concanata.
Der heutige Ortsname entstand aus der Verschmelzung des keltischen Druim (= runder kleiner Hügel) und dem altenglischen Wort Burh (= befestigter Ort), was in etwa „kleine Hügelfestung“ bedeutet.

## Lage
Congavata war das fünfzehnte Glied in der Festungskette des Hadrianswalls (vallum aelium). Es stand etwa 2,4 km nördlich des Stanegate, auf halbem Weg zwischen dem Stanegatekastell von Kirkbride im Südwesten und dem 6 km entfernten Wallkastell Burgh-by-Sands im Osten. Das Lager war, wie das benachbarte Kastell von Bowness-on-Solway, auf einem flachen, aus Gletschersedimenten aufgeworfenen Hügel (Drumlin) am Rande der Burgh-Marsh, nordwestlich des heutigen Ortszentrums platziert worden. Von dort aus hatte man nach allen Seiten eine gute Sicht auf die umliegende Ebene, über den südlichen Sandwath-Fjord des Solway Firth, dessen Küste und die Mündungen von Eden und Esk. Das Lagerareal ist heute teilweise überbaut. Über die Militärstraße war Congavata mit den nächstgelegenen Kastellen von Aballava und Maia am westlichen Ende des Hadrianswalls verbunden. Eine mutmaßliche Straßenabzweigung östlich des Kastells führte zum Stanegatekastell in Kirkbride (Portus Trucculensis). Im späten 2. Jahrhundert gehörte die Wallregion zur Provinz Britannia inferior, ab dem 4. Jahrhundert zur Provinz Britannia secunda.

## Forschungsgeschichte
Das Kastell wurde archäologisch und wissenschaftlich nur sehr wenig untersucht. Der Geistliche John Leland hielt sich 1539 in Drumburgh auf und bemerkte, dass „...hauptsächlich Steine aus dem Piktenwall gebrochen wurde um Drumburgh zu erbauen, denn der Wall ist sehr nahe.“ Eine erste kleinere Ausgrabung am Kastell und des Walls wurde im Jahre 1899 von F.J. Haverfield durchgeführt. Er stieß dabei auf die Überreste des Steinkastells (Verbindung der NW-Ecke mit dem Wall). Eine umfangreichere Grabung wurde im Jahre 1947 von Frank G. Simpson und Ian A. Richmond vorgenommen. Dabei zeigte sich, dass dem Steinkastell ein etwas größeres Holz-Erde-Kastell vorausgegangen war. Die Keramikfunde reichten vom 2. Jahrhundert bis in spätrömische Zeit. Ein markanter, rechtwinklig verlaufender Graben westlich von Drumburgh-House wurde lange Zeit für einen römerzeitlichen Wehrgraben gehalten. Bei der Grabung von 1899 stellte sich jedoch heraus, dass er aus dem Mittelalter stammte. Er zeugt von der Siedlungskontinuität an diesem Ort. 1973 untersuchte Dorothy Charlesworth den Verlauf der Mauer nördlich von Glasson. Bei geophysikalischen Untersuchungen wurden die Mauerlinie und der Nordgraben im Nordosten von Glasson beobachtet. Im Garten von Drumburgh Castle ist ein römischer Altar (ohne Inschrift) aufgestellt. Die römische Festung und der Wallabschnitt um Drumburgh birgt vermutlich noch so manches bedeutendes archäologisches Fundstück. Für zukünftige Grabungen erwartet man sich weitere wertvolle Informationen über die Entwicklung des nordbritischen Grenzsystems.
Inschriften: Aus Drumburgh sind nur drei römische Inschriften bekannt, gefunden 1783, 1859 und 1883. Es handelte sich dabei um Bauinschriften, sogenannte „Slab-Stones“, auf denen zwei Kohorten genannt werden, die für den Bau einzelner Abschnitte des Walls, Verteidigungsanlagen oder Gebäude verantwortlich waren. Sie stammten entweder direkt aus dem Kastell oder vom Hadrianswall.

## Entwicklung
122 befahl Kaiser Hadrian, im Norden Britanniens eine Sperrmauer, verstärkt durch Wachtürme und Kastelle, vom Tyne bis zum Solway Firth zu errichten, um die britischen Provinzen vor den ständigen Einfällen der Pikten aus dem Norden zu schützen. Der Wall wurde größtenteils durch Soldaten der drei in Britannien stationierten Legionen und Mannschaften der Classis Britannica errichtet.
Über die Geschichte des Kastells ist nur wenig bekannt. Die hier stationierte Besatzung sollte die südlichen Endpunkte der beiden Fjorde des Solway (Stonewath und Sandwath) sichern, eine oft von Plünderern aus den Stämmen der Selgovae im Norden und möglicherweise auch der Novantae im Nordwesten benutzte Einfallsroute. Das Holz-Erde-Kastell entstand wohl zur selben Zeit – 122 bis 125 – wie das Lager von Segedunum am östlichen Ende des Walls. Wann es zu einem Steinkastell umgebaut wurde, ist nicht bekannt, möglicherweise geschah dies erst um 160. Die Keramikfunde datieren bis in die Jahre 367–369. Das Lager stand vermutlich bis ins späte 4. oder frühe 5. Jahrhundert in Verwendung. Sichtbare Überreste sind keine mehr vorhanden. Da es in der unmittelbaren Umgebung keine größeren Steinvorkommen gibt, wurde das Baumaterial des Lagers und des Walls wohl zur Gänze für die später entstandenen Gebäude herangezogen z. B. Drumburgh Castle ein befestigtes Farmhaus (Bastle House) mit römischen Altarsteinen als Gartendekoration.

## Kastell
Die Befestigung durchlief während ihrer Nutzungsperiode zwei Bauphasen, eine Holz-Erde- und eine Steinbauphase. Das frühe Holz-Erde-Kastell dürfte flächenmäßig etwas größer gewesen sein als das Steinkastell. Letzteres maß 82,5 (Nord-Süd) × 96,5 Meter (West-Ost). Seine Längsachse war nach NO ausgerichtet, es hatte den für mittelkaiserzeitliche Anlagen typischen rechteckigen Grundriss mit abgerundeten Ecken (Spielkartenform). Mit einer Fläche von nur 0,8 ha war das Steinlager (neben dem von Newcastle) mit Abstand das kleinste Wallkastell. Die Ausgrabung im Jahre 1899 zeigte, dass es direkt an den Hadrianswall angebaut worden war bzw. dieser den Nordwall des Kastells bildete. Seine Fundamente hatten eine Breite von ca. 3 Metern. Ob es auch über die für mittelkaiserzeitliche Lager typischen quadratischen, innen angesetzte Zwischen- und Ecktürme verfügte, ist nicht bekannt. Das Kastell verfügte wohl auch über die für mittelkaiserzeitliche Hilfstruppenlager standardmäßigen Innengebäude: im Zentrum das Hauptquartier (principia), ein oder zwei Getreidespeicher (horrea) und Mannschaftskasernen (centuria). Die Lagerhauptstraße (via principalis) verband das West- mit dem Osttor. In der NW-Ecke stießen die Ausgräber auf eine Mauer, die an der Westseite mit drei Pfeilern (Pilaster) abgestützt war, vermutlich gehörte sie zu einem Lagerhaus das – bemerkenswerterweise – direkt an den Nordwall angebaut worden war. Hinter der NW-Ecke befand sich eine aus Lehm aufgeschüttete Rampe. Der Zugang zum Kastell war über drei Tore (Westen, Osten und Süden) möglich. Ob sie von zusätzlich von Flankentürmen verstärkt waren, ist unklar. Sie waren, wie bei den meisten mittelkaiserzeitlichen Kastellen üblich, nicht zentral platziert. Das Südtor befand sich nahe der SO-Ecke, West- und Osttor neben der NW- bzw. der NO-Ecke. Ob das Lager auch über ein Nordtor verfügte, ist unbekannt. Das Westtor war offensichtlich durch eine vorgelagerte Palisade blockiert worden. Wann dies geschah, ist unbekannt. Die fast rechtwinkelig nach Nordosten verlaufende Kurve der Hauptstraße in Drumburgh markiert die südwestliche Ecke des Kastells. Vielleicht gehörte zum Kastell auch ein kleiner Hafen an der Küste des Solway.

## Hadrianswall
Westlich von Burgh-by-Sands erreicht die Hadriansmauer die Küstenebene am Solway-Firth. Besonders hier war eine Sperre unumgänglich, da es ansonsten Eindringlingen ohne besondere Schwierigkeiten möglich war, die relativ flachen Solwayfjorde bei Ebbe oder niedrigem Wasserstand zu durchwaten oder zu durchschwimmen. Von der Mauer selbst ist dort heute nichts mehr zu sehen. Bis ins 19. Jahrhundert soll sie noch bis zu einer beträchtlichen Höhe erhalten gewesen sein. Der Wall lief vermutlich immer nahe am südlichen Ufer des Solway entlang. Reste konnten dort bislang aber nicht beobachtet werden. Congavata befand sich mittig zwischen dem Meilenkastell 76 im Osten und dem Wachturm 76A im Westen. Bei den Ausgrabungen von 1899 wurde ein Wallabschnitt zwischen den Burgh Marsh und dem Kastell etwas genauer untersucht. Er war dort 2,95 Meter breit. Der Nordgraben erreichte eine Breite von 8,9 Meter. Die Berme war ebenfalls um die 8 Meter breit. Die heutige Autostraße westlich von Drumburgh, zwischen dem Meilenkastell 77 und dem Wachturm 78B, verläuft direkt über den Fundamenten des Walls.
Vom Südgraben (vallum) sind einige kurze Abschnitte in den Feldern nordöstlich des Cottage and Glendale Holiday Park, auf halbem Weg zwischen Drumburgh und Bowness-on-Solway und südlich von Port Carlisle zu erkennen. Die Ausgrabungen von 1973 und geophysikalische Untersuchungen bestätigten auch den Verlauf des Walls und des Grabens nördlich von Glasson. Der genaue Kurs der Militärstraße, konnte jedoch archäologisch nicht bestätigt werden. Man vermutet, dass sie parallel zur Mauer bzw. ein paar Meter von ihr entfernt verlief. Sie folgte wohl ziemlich exakt ihrer Linie bis nach Bowness. Das Vallum nahm wohl hingegen einen viel direkteren Weg.

## Garnison
Congavata war vermutlich ab der Mitte des 2. bis spätestens Anfang des 5. Jahrhunderts mit regulären römischen Soldaten besetzt. Im Lager könnten sich vorübergehend auch Legionäre aufgehalten haben. Sie wurden für gewöhnlich nicht zum Garnisonsdienst an der Grenze eingeteilt, sondern entsandten Spezialkräfte für die anspruchsvolleren Bauvorhaben am Hadrianswall. Eine komplette Kohorte (rund 500 Mann) konnte in diesem Lager nicht untergebracht werden. Vermutlich standen dort nicht mehr als 250 Mann. Der Gros der Einheit war vermutlich in Kirkbride am Stanegate oder im benachbarten Bowness stationiert. In der Spätantike zählte die Besatzung zu den Limitanei.
Welche Einheiten zwischen dem 2. und 3. Jahrhundert in Congavata stationiert waren, ist mangels Schriftquellen unbekannt. Zwei Bauinschriftenfragmente aus der Umgebung von Drumburgh nennen eine Coh(ors) VII und Coh(ors) VIII (siehe Inschriften). Ob diese Teil einer Legion oder Hilfstruppeneinheit waren, ist unklar. Im 4. Jahrhundert n. Chr. stellte laut der Notitia eine gallische Hilfstruppeneinheit, die Cohors secundae Lingonum (die zweite Kohorte der Lingonen), die Besatzung des Kastells. Ihre Soldaten wurden ursprünglich in der Provinz Lugdunensis I, im Gebiet um die französische Stadt Langres, die Civitas Lingonum, rekrutiert. Für ihre Stationierung in Drumburgh wurden bislang keine anderen epigraphischen Beweise gefunden. Sie wurde in dieser Zeit von einem Offizier im Range eines Tribunen kommandiert und gehörte der Armee des Dux Britanniarum an. Da die Truppe noch in der – im späten 4. Jahrhundert entstandenen – Notitia erwähnt wird, könnte sie dort bis zum endgültigen Abzug der römischen Armee vom Hadrianswall gestanden haben.

## Vicus und Gräberfeld
Ob im Umfeld des Kastells auch eine Zivilsiedlung (vicus) oder ein Gräberfeld existierten, ist mangels diesbezüglicher Funde unbekannt. Gefunden wurden nur einige römische Brunnenschächte südlich der Hauptstraße.